# Brasema acauda
Brasema acauda är en stekelart som först beskrevs av William Harris Ashmead 1904.  Brasema acauda ingår i släktet Brasema och familjen hoppglanssteklar. Inga underarter finns listade.